# Montgomery County (Kentucky)
Montgomery County je okres amerického státu Kentucky založený v roce 1797. Správním střediskem je město Mount Sterling. Pojmenovaný je podle generála Richarda Montgomeryho, účastníka americké války za nezávislost.

## Sousední okresy
| Růžice kompasu | Bourbon County |                              | Bath County    | Růžice kompasu |
| Růžice kompasu | Clark County   | Sever                        |                | Růžice kompasu |
| Růžice kompasu | Clark County   | Montgomery County (Kentucky) |                | Růžice kompasu |
| Růžice kompasu | Clark County   | Jih                          |                | Růžice kompasu |
| Růžice kompasu |                | Powell County                | Menifee County | Růžice kompasu |